# Eugène Dhers
Eugène Dhers (Gennevilliers, 26 de enero de 1891- Vernon, 11 de diciembre de 1980) fue un ciclista francés, profesional entre los años 1920 y 1927. Obtuvo tan solo una solo victoria como profesional, la Paris-Amboise de 1911. Fue segundo en el Tour de Calvados de 1925 y tercero en la Milán-Módena de 1911 y en una etapa del Tour de Francia 1921.

## Palmarés
1911
- Paris-Amboise

## Resultados en Grandes Vueltas
Durante su carrera deportiva ha conseguido los siguientes puestos en las Grandes Vueltas:
| Carrera         | 1912 | 1913 | 1914 | 1915 | 1916 | 1917 | 1918 | 1919 | 1920 | 1921 | 1922 | 1923 | 1924 | 1925 | 1926 | 1927 |
| --------------- | ---- | ---- | ---- | ---- | ---- | ---- | ---- | ---- | ---- | ---- | ---- | ---- | ---- | ---- | ---- | ---- |
| Giro de Italia  | -    | -    | -    | X    | X    | X    | X    | -    | -    | -    | -    | -    | -    | -    | -    | -    |
| Tour de Francia | 24º  | -    | Ab.  | X    | X    | X    | X    | Ab.  | 11º  | 12º  | Ab.  | 9º   | 23º  | 23º  | 29º  | Ab.  |
| Vuelta a España | X    | X    | X    | X    | X    | X    | X    | X    | X    | X    | X    | X    | X    | X    | X    | X    |